# Ceroplastes ceriferus
Il ceroplaste indiano (Ceroplastes ceriferus (Fabricius, 1788)) è un insetto della famiglia dei Coccidae (Rhynchota: Homoptera).

## Descrizione
La morfologia del ceroplaste indiano è riconducibile a quella di tutti i Coccidi, con femmine involute e immobili e maschi alati.
La femmina adulta ha un corpo di colore scuro, con zampe e antenne rudimentali. È protetta da uno scudetto semisferico di cera, di colore bianco o bianco-rosato e con profilo ellittico o subrotondo, alla vista dorsale, e fortemente convesso alla vista laterale. Le dimensioni dello scudetto possono superare di poco il centimetro. Il rivestimento ceroso è composto da otto placche periferiche, ciascuna provvista di una depressione centrale, detta ombelico, e una placca centrale di maggiori dimensioni.
Le neanidi di 1ª e 2ª età sono rivestite di una protezione cerosa da cui partono filamenti di cera disposti a raggiera, che conferiscono all'insetto una forma stellata. Dalla 3ª età la protezione cerosa assume la configurazione a placche; nella 3a età, la placca centrale si prolunga in un processo dorsale, a forma di cornetto, proiettato in avanti e detto cappello d'asino. Questo processo, che rende facilmente distinguibile il ceroplaste indiano dalle altre specie dello stesso genere, scompare nello stadio successivo. Le neanidi dei maschi hanno una protezione cerosa di minori dimensioni e di forma più allungata rispetto a quella delle femmine.

## Biologia
Questa specie è ovipara e dotata di una spiccata fecondità come in tutti i ceroplasti, con una media di 1000 uova deposte per femmina. Il ciclo biologico si svolge con una sola generazione l'anno, con svernamento allo stadio di femmina adulta. L'ovideposizione si verifica in giugno e le uova sono deposte in una camera compresa tra il corpo della femmina e il substrato, protette dallo scudetto ceroso. Le nascite avvengono scalarmente 2-3 settimane dopo le prime ovideposizioni. Questo momento è di particolare importanza, ai fini della difesa, in quanto le neanidi di prima età, mobili, rappresentano l'unico stadio vulnerabile dell'intero ciclo.
Come nella generalità dei Coccidi, lo sviluppo postembrionale è di tipo catametabolico nelle femmine e neometabolico nei maschi. Nella femmina si hanno tre stadi di neanide, a cui segue quello adulto. Nel maschio si hanno due stadi di neanide, a cui seguono due stadi ninfali (prepupa e pupa) e, infine, lo stadio adulto, in cui l'insetto è provvisto di ali.
La specie è polifaga ma associata a piante legnose e tende a insediarsi soprattutto nei giovani rametti, al contrario del C. japonicus, che si insedia preferibilmente sulle foglie. In Italia sono attaccate diverse piante legnose, generalmente utilizzate come essenze ornamentali nel verde urbano. Fra le essenze attaccate ricorrono gli aceri, i platani, i pioppi, i salici, l'alloro, la magnolia, i ficus, l'agrifoglio, l'azalea, il corniolo, il viburno, l'evonimo, il bosso, ecc. In altri Paesi sono attaccati anche fruttiferi e altre specie di interesse agrario o forestale.

### Danni
I danni consistono nel deperimento progressivo dell'ospite, in caso di forte infestazione, sia per la sottrazione della linfa sia per l'ostacolo alla fotosintesi causato dallo sviluppo della fumaggine sulla melata.

### Difesa
La difesa si effettua intervenendo all'inizio dell'estate contro lo stadio di neanide mobile, la fase più vulnerabile, con trattamenti a base di oli bianchi o del regolatore di crescita buprofezin. A causa delle nascite scalari, in caso di forti infestazioni gli interventi devono essere ripetuti periodicamente per 20-30 giorni ripetendoli ad intervalli di circa 10 giorni.

## Distribuzione e habitat
Originaria della Regione orientale, l'areale di questa cocciniglia si è esteso comprendendo anche le regioni paleartica, neartica, neotropicale e australasiana. In Europa, la sua presenza è citata nelle Isole Canarie, in Italia e nei Paesi Bassi. In Italia è comparsa per la prima volta nel 2001, a Castelnuovo del Garda (VR). Attualmente è in espansione e la sua presenza è segnalata anche in Lombardia e in Emilia-Romagna. Di spiccata polifagia, si sta rivelando dannosa sulle piante ornamentali del verde urbano, pur avendo in Italia un areale circoscritto. La pericolosità di questa specie risiede nella facilità di diffusione e nell'assenza - al momento - di fattori di controllo naturali, che ne rendono necessaria la lotta con metodi convenzionali.
La possibile introduzione in Italia era paventata già da Tremblay (1981), che ne prevedeva la diffusione a spese degli agrumi, in ogni modo non ancora riscontrata per il confinamento della specie in regioni settentrionali.

## Tassonomia
È noto un solo sinonimo:
- Coccus ceriferus Fabricius, 1788 (sinonimo omotipico e basionimo)